# Megaselia abalienata
Megaselia abalienata là một loài ruồi thuộc chi Megaselia trong họ Phoridae.  Loài này được mô tả lần đầu tiên bởi Rudolf Beyer năm 1965.